# Пізня весна (фільм)
«Пізня весна» (яп. 晩春, бансюн, англ. Late Spring) — кінофільм режисера Ясудзіро Одзу, який вийшов на екрани в 1949 році. Картину знято за мотивами роману Кадзуо Хіроцу «Батько і дочка». Стрічка отримала премію журналу «Кінема Дзюмпо» за найкращий фільм, а також чотири премії «Майніті»: за найкращий фільм, найкращу режисуру, найкращий сценарій і найкращу жіночу роль (Сецуко Хара).

## Сюжет

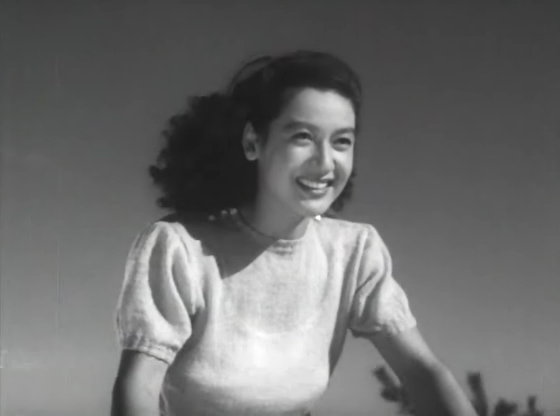
Сецуко Хара в ролі Норіко

27-річна Норіко Сомія живе зі своїм батьком, університетським професором, вдівцем. Всі говорять, що їй давно пора виходити заміж, але дівчина і слухати про це не хоче: вона щаслива бути поруч з батьком і вважає, що той не зможе прожити без її турботи. Зайшовши одного разу до тітки, Норіко дізнається, що та знайшла їй відповідну кандидатуру в чоловіки, а щоб дівчина не переживала за батька, той теж одружується — з красивою і поважною вдовою. Прийшовши додому, Норіко переконується, що батько цілком згоден з цим планом: на його думку, вона не може присвячувати своє життя старому, а повинна подумати про своє майбутнє, про сім'ю і дітей. Дівчина сердиться, адже це порушує її щасливе і безтурботне життя; згода між батьком і дочкою порушується. Однак, впевнившись, що батько твердо має намір одружитися, Норіко теж дає тітці свою згоду. Цьому сприяє і знайомство зі щасливою родиною Онодери, колеги батька, який також одружився вдруге. Зробивши свою останню спільну заміську поїздку і провівши весільну церемонію, батько і дочка розлучаються. Професор повертається один в свій будинок: одружуватися він, мабуть, зовсім не збирався.

## У ролях
- Тісю Рю — Сукіті Сомія, батько
- Сецуко Хара — Норіко Сомія, дочка
- Юмедзі Цукіока — Ая Кітагава
- Харуко Сугімура — Маса Тагути
- Хохі Аокі — Кацуйосі
- Дзюн Усамі — Сеїті Хатторі
- Куніко Міяке — Акіко Міва
- Масао Місіма — Дзе Онодера
- Йосікі Цубоуті — Кіку
- Йоко Кацурагі — Місако

## Про фільм
42-й фільм Ясудзіро Одзу знімався з травня по вересень 1949 року і є першою картиною з так званої «трилогії Норіко», в яку також входять стрічки «Раннє літо» (1951) і «Токійська повість» (1953). Фільм «Пізня весна» вважається однією з кращих і найважливіших робіт Одзу й багато в чому визначив його подальшу творчість: відтоді основним мотивом для нього стають стосунки батьків і дітей, а увага переноситься з сина на батька. Іншим важливим моментом у фільмі є конфлікт між традиційними цінностями і модернізацією (вестернізацією), що віддзеркалює процеси, які відбувалися в післявоєнному японському суспільстві. Цей конфлікт виражається в тому громадському тиску, яке відчуває головна героїня, коли справа стосується питань шлюбу, і якому вона виявляється не в змозі чинити опір. Оскільки Одзу не подає простого способу вирішити цей конфлікт, стрічка залишає можливим широкий спектр міркувань — від виразу консервативних поглядів до радикального заперечення традицій.